# Бонацци, Луиджи
Луиджи Бонацци (итал. Luigi Bonazzi; род. 19 июня 1948, Гаццанига, Италия) — итальянский прелат и ватиканский дипломат. Титулярный архиепископ Ателлы с 19 июня 1999. Апостольский нунций на Гаити с 19 июня 1999 по 30 марта 2004. Апостольский нунций на Кубе с 30 марта 2004 по 14 марта 2009. Апостольский нунций в Литве и Эстонии с 14 марта 2009 по 18 декабря 2013. Апостольский нунций в Латвии с 25 марта 2009 по 18 декабря 2013. Апостольский нунций в Канаде с 18 декабря 2013 по 10 декабря 2020. Апостольский нунций в Албании с 10 декабря 2020 по 21 января 2025. 